# Liber beneficiorum

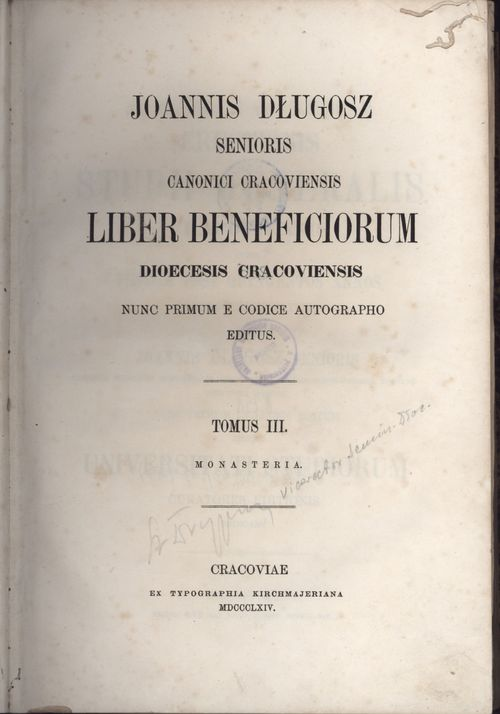
Wydanie Liber beneficiorum dioecesis Cracoviensis w edycji Kirchmajera z 1864 roku

Liber beneficiorum (z łac. księga dobrodziejstw, także księga beneficjów, księga uposażeń) – spis uposażeń, dóbr i przywilejów, zwłaszcza kościelnych, sporządzana dla celów statystycznych oraz podatkowych. Wypisy z takich ksiąg sądy cywilne przyjmowały jako prawomocne dowody w sporach majątkowych. Stanowią ważne źródło historyczne do dziejów kościoła, a także stosunków majątkowych i gospodarczych. 

## Liber beneficiorum w Polsce
Spisami tego typu, które dotyczą terenów obecnej Polski są:
- Liber beneficiorum diecezji lubuskiej – księga powstała około roku 1400, za pontyfikatu biskupa Jana Borschnitza (1397–1420)[3],
- Liber beneficiorum dioecesis Cracoviensis – autorstwa Jana Długosza (1470–1480)[2],
- Poznański liber beneficiorum – powstał w roku 1510[2],
- Liber beneficiorum archidiecezji gnieźnieńskiej opracował również w latach 1511–1523 Jan Łaski[1],
- Liber beneficiorum Żernickiego – autorstwa Marcina ze Stawu, poprawiona przez Jana Żernickiego, powstał około roku 1516, opisuje dekanaty: szczawiński, bedleński, tuszyński, rawski oraz miasto Łowicz[2],
- Liber retaxationum Drzewickiego – powstał w 1526 r. dla diecezji kujawskiej, na mocy uchwał synodu piotrkowskiego[2],
- Liber beneficiorum kruszwicki lub kujawski – sporządzony został w roku 1526, zaginął[2],
- Księga poznańska z roku 1564 – opis dochodów biskupstwa z dóbr ziemskich, dziesięcin snopowych, fortonów, maldratów w kluczach: poznańskim, bukowskim, pszczewskim, wielichowskim, krobskim, soleckim, ciążyńskim i dolskim[4].